# Risa Yoshiki
Risa Yoshiki (n. 27 iulie 1987, Funabashi, Japonia) este un model glamour și o celebritate japoneză. Ea a început să cânte enka pentru doi ani, ea a devenit un model glamour cu DVD-ului "Koi" in anul 2004.

## Media

### Emisiuni
- DOWN TOWN DX
- Tensai! Shimura Dobutsuen

### Seriale
- Tokusou Sentai Dekaranger
- Hatarki Man
- Teen Court
- Tokumei Sentai Go Busters

## DVD-uri
- Koi
- Mitu x Mitu
- Kako

## Photobook-uri
- Heaven
- RISA MANIA